# Khí quyển Mặt Trăng

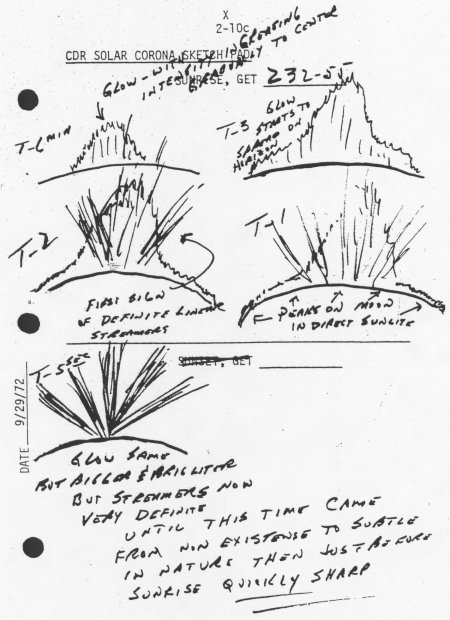
Vào thời gian Mặt Trời mọc và lặn trên Mặt Trăng, nhiều phi hành đoàn Apollo đã nhìn thấy ánh sáng và tia sáng. Bản phác thảo của Apollo 17 này mô tả các tia hoàng hôn bí ẩn.

Bầu khí quyển của Mặt trăng là sự hiện diện rất ít của các loại khí bao quanh Mặt trăng. Đối với hầu hết các lý thuyết thực tế, Mặt trăng được coi là được bao quanh bởi chân không. Sự hiện diện lớn của các hạt nguyên tử và phân tử trong vùng lân cận so với môi trường liên hành tinh, được gọi là "bầu khí quyển mặt trăng" không đáng kể so với lớp khí vỏ ngoài bao quanh Trái Đất và hầu hết các hành tinh của Hệ Mặt trời. Áp lực của khối nhỏ này vào khoảng 3×10−15 atm (0.3 nPa), thay đổi trong một ngày, và trong tổng khối lượng dưới 10 tấn. Mặt khác, Mặt trăng được coi là không có bầu khí quyển vì nó không thể hấp thụ lượng bức xạ có thể đo được, không xuất hiện lớp hoặc tự lưu thông và đòi hỏi phải bổ sung liên tục do tốc độ cao mà khí của nó bị mất vào không gian.
Roger Joseph Boscovich là nhà chiêm tinh học hiện đại đầu tiên tranh luận về việc thiếu bầu khí quyển xung quanh mặt trăng trong tác phẩm De lunae atmosphaera (1753) của ông.